# Walckenaeria monoceras
Walckenaeria monoceras este o specie de păianjeni din genul Walckenaeria, familia Linyphiidae. A fost descrisă pentru prima dată de Chamberlin și Ivie, 1947. Conform Catalogue of Life specia Walckenaeria monoceras nu are subspecii cunoscute.